# 무양 (태복)
무양(武讓, ? ~ ?)은 전한 말기의 관료이다.

## 행적
거섭 2년(7년), 동군태수 적의가 왕망 타도를 내걸고 반란을 일으켰다. 왕망은 태복 무양을 적노장군(積弩將軍)에 임명하여 함곡관에 주둔시켰다.

## 출전
- 반고, 《한서》 권84 적방진전

| 전임 왕운 | 전한의 태복 (7년 당시) | 후임 (전한 멸망) |